# 金·托拉
若阿金·托拉·普拉（發音：[ʒu.əˈkim ˈtorə i pla]；1962年12月28日—）是加泰隆尼亞政治家，曾任加泰隆尼亞政府主席。

## 生平

### 當選議員和政府主席
托拉在2017年加泰隆尼亞議會選舉中當選為該自治區的議會議員。

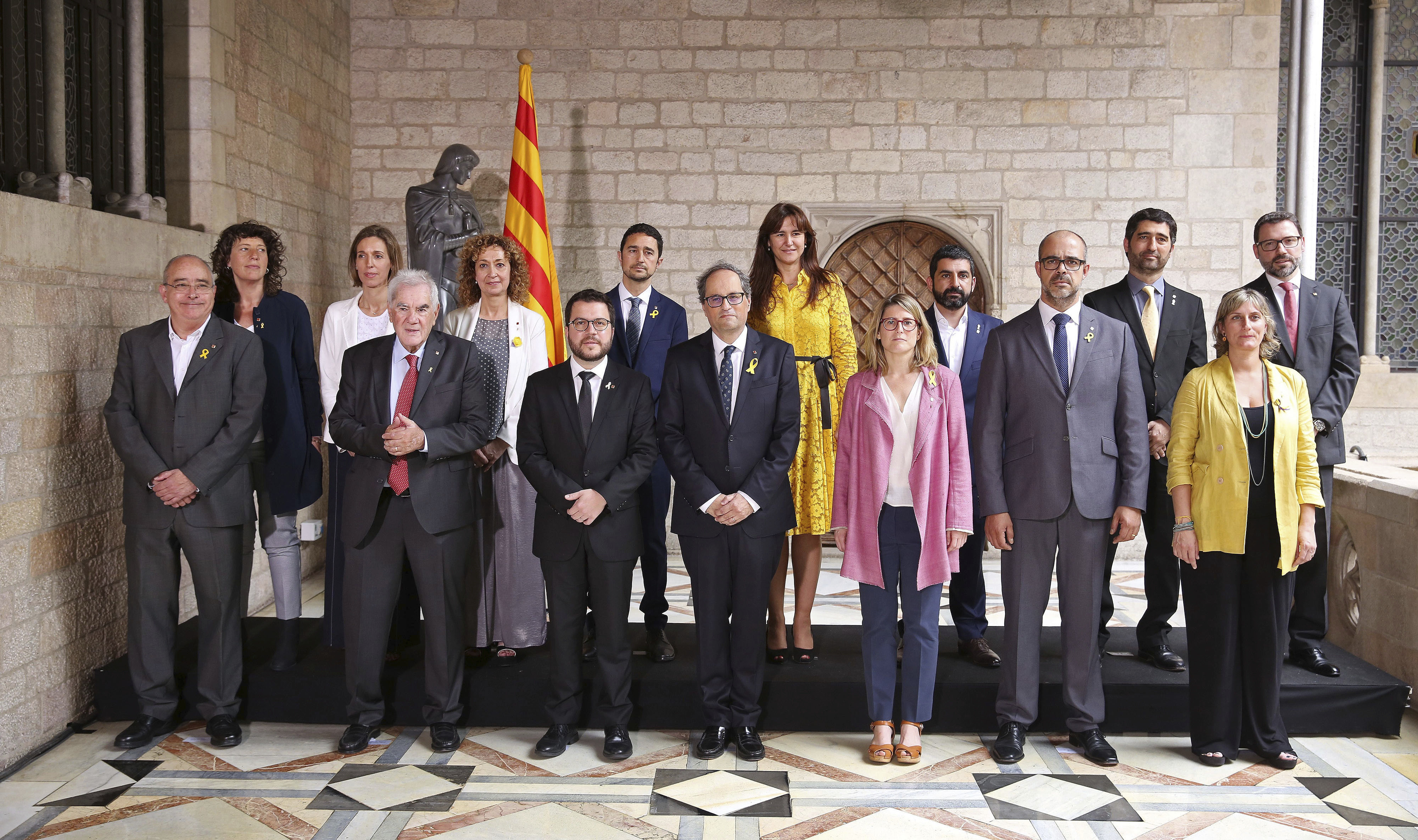
托拉組建的加泰隆尼亞自治區政府內閣

在選舉自治區政府主席時，獨派議員試圖為三名候選人卡萊斯·普吉德蒙、霍爾迪·桑切斯和霍爾迪·圖魯利取得該位但失敗，最後「計畫D」的托拉脫穎而出，經過多次表決出任為加泰隆尼亞自治區第131任政府主席。

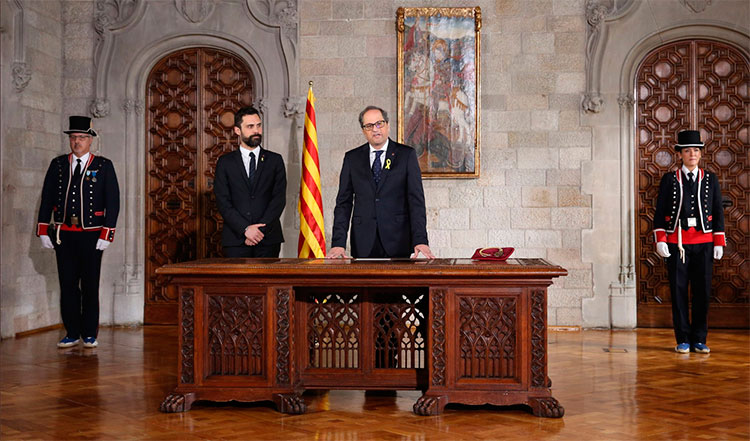
托拉在2018年5月17日宣誓就職加泰隆尼亞政府主席

托拉在同年5月17日宣誓就職並組建新內閣，正式結束了西班牙政府對加泰隆尼亞長達六個月的直接管制，該地區重新獲得自治區的權力。2020年9月28日，西班牙最高法院裁定托拉在2019年選前懸掛印有黃絲帶圖案和「讓政治犯及流亡者重獲自由」（free political prisoners and exiles）的布條並拒絕在3天內取下之舉違反選舉法，禁止擔任公職18個月而解除主席一職，並處以3萬歐元的罰款。